# RB Leipzig
RB Leipzig (celým názvem: RasenBallsport Leipzig e. V.) je německý fotbalový klub z Lipska, který působí v 1. Bundeslize (od sezóny 2016/17). Byl založen 19. května 2009 jako čtvrtý fotbalový klub dotovaný firmou Red Bull GmbH (po rakouském FC Red Bull Salzburg, americkém New York Red Bulls a brazilském Red Bull Brasil). Německý fotbalový svaz však nepovolil jméno firmy v názvu klubu, a tak vznikl název RasenBallsport Leipzig. Logo firmy však zůstalo zachováno v klubovém emblému. Klubové barvy jsou bílá a červená.
Svá domácí utkání hraje klub na stadionu Red Bull Arena s kapacitou 42 959 diváků.
První čtyři roky působení v 1. Bundeslize neskončilo Lipsko hůře jak šesté,
a v sezóně 2018/19 se stalo poraženým finalistou v domácím poháru. V jarní části sezóny 2019/20 se Lipsko probojovalo do semifinále Ligy mistrů UEFA.

## Historie
V premiérové sezóně 2009/10 klub vstoupil do páté nejvyšší soutěže (Oberliga Nordost Süd), na kterou získal licenci po fúzi s Markranstädtem. SSVM se od Lipska osamostatnilo hned po ukončení úvodní sezóny, v níž se „býkům“ podařilo opanovat svoji oberligovou skupinu. Trenér Tino Vogel získal s týmem 80 bodů z maximálních 90 bodů a na nejbližší pronásledovatele měl náskok 22 bodů.
Během prvního roku vlastní existence RB Lipsko sdílelo ligovou soutěž s jiným klubem ze stejného města, Lokomotivem Lipsko.
V následujících třech sezónách pak hrál klub Regionalligu, čtvrtou nejvyšší soutěž a v sezóně 2012/13 se s Lokomotivem setkal ještě znovu. Postup do 2. Bundesligy zajistil v průběhu dvou následujících let trenér Alexander Zorniger.
V sezóně 2015/16 se Lipsku podařilo postoupit do Bundesligy a po dlouhé pauze se stalo dalším týmem z bývalé NDR, který se zúčastní nejvyšší německé fotbalové soutěže (po Dynamu Dresden, Hanse Rostock, VfB Leipzig a Energie Cottbus se stalo teprve pátým týmem). Po 22 letech se tak v Bundeslize představil celek ze Saska.
V úvodní prvoligové sezóně předvedlo Lipsko výborné fotbalové představení a zaslouženě se tak stalo vicemistrem Německa pro sezónu 2016/17. Prvních 13 utkání nepoznalo přemožitele, což se do té doby žádnému bundesligovému nováčkovi nestalo.
Vedoucí celek Bundesligy padl překvapivě až ve 14. kole (10. prosince) na hřišti posledního Ingolstadtu 0:1.
Trenér Ralph Hasenhüttl naordinoval týmu rozestavení 4–4–2 se hrou na brejky, k čemuž využil nadaných fotbalistů jako Timo Werner, Marcel Halstenberg, Yussuf Poulsen, Emil Forsberg nebo Marcel Sabitzer. Werner dal v úvodní sezóně 21 gólů za 31 zápasů.
Druhým místem v lize si pak zajistilo také místenku ve skupinové fázi Ligy mistrů UEFA pro sezónu 2017/18. Jednalo se tak o první účast týmu z bývalé NDR v Lize mistrů po znovusjednocení Německa.
Před ročníkem 2017/18 se stal kapitánem mužstva stoper Willi Orban.
Večer dne 13. září 2017 se Lipsko poprvé uvedlo v Lize mistrů a uhrálo bod za remízu v Monaku, gól dal Emil Forsberg.
Na konci října v souboji o čelo tabulky prohrálo Lipsko v Mnichově s Bayernem 0:2. Většinu zápasu hrálo v deseti lidech, poté co byl na začátku zápasu vyloučen kapitán Orban.
Ve skupině „G“ Ligy mistrů skončilo Lipsko nakonec třetí, i díky dvěma porážkám s tureckým Beşiktaşem.
Na jaře se tým přesunul do Evropské ligy, kde vypadl ve čtvrtfinále s Olympique Marseille. Na jaře došlo ke ztrátě formy, v dubnu tým v Bundeslize ve čtyřech zápasech nevyhrál. Prohry s Leverkusenem (1:4) a Hoffenheimem (2:5) pak byly prohrami s konkurenty v boji o místenku v evropských pohárech.
Po sezóně skončil po dvouletém působení trenér Ralph Hasenhüttl, se kterým klub předčasně rozvázal smlouvu.
Na šesté ligové místo saský celek zareagoval angažováním trenéra Juliana Nagelsmanna z Hoffenheimu, který ale u svého týmu ještě rok zůstal a k dispozici tak měl být až od léta 2019.
V ročníku 2018/19 dovedl prozatímní trenér Ralf Rangnick Lipsko ke třetímu místu v německé Bundeslize a do finále domácího poháru, kde ale Lipsko nestačilo 1:3 na Bayern Mnichov.

### Vycházející hvězda Nagelsmann
Ralfa Rangnicka nahradil 32letý Julian Nagelsmann, který mohl nadále těžit z přítomnosti útočníka Tima Wernera, jenž před sezónou 2019/20 prodloužil kontrakt do roku 2023.
Na pozici sportovního ředitele nově usedl Markus Krösche.
Na roční hostování (i s opcí) z AS Řím přišel český útočník Patrik Schick.
První bundesligový zápas se novému trenérovi povedl, na hřišti nováčka Union Berlin totiž jeho mužstvo vyhrálo 4:0.
V polovině září Lipsko zavítalo v rámci Ligy mistrů do Lisabonu, kde vyzrálo na Benficu a zvítězilo 2:1, ve druhém poločase se dvakrát trefil hvězdný Werner.
Na konci října Lipsko porazilo 6:1 Wolfsburg na jeho půdě ve 2. kole DFB-Pokalu.
Na začátku listopadu mužstvo z Lipska porazilo hosty z Mohuče 8:0 a skoncovalo tak sérii čtyř ligových zápasů bez vítězství.
Na konci listopadu se Lipsko v pátém zápase skupiny Ligy mistrů kvalifikovalo do osmifinále, když proti Benfice dohnalo domácí manko 0:2 díky Forsbergovi a jeho dvěma trefám v nastaveném čase.
Osmifinále Ligy mistrů zahájilo Lipsko na hřišti Tottenhamu, kde zejména v prvním poločase dominovalo. Ve druhém poločase vstřelil jedinou branku zápasu z pokutového kopu Werner.
Odvetný domácí zápas proti Spurs saský celek zvládl a díky dvěma gólům Marcela Sabitzera a jednomu gólu Emila Forsberga zvítězil 3:0. Zajistil si tak postup do čtvrtfinále.
Pandemie covidu-19 odložila čtvrtfinále Ligy mistrů až na srpen, kdy se soutěž dohrávala v Portugalsku. Hrálo se na jeden zápas a soupeřem Lipska bylo Atlético Madrid a ačkoliv soupeř z penalty vyrovnal na 1:1, bylo to Lipsko, které ještě v základní hrací době vstřelilo vítězný gól. Nad síly německého týmu byl francouzský klub Paris Saint-Germain, který zaslouženě vyhrál 3:0.

## Historické názvy
Zdroj: 
- 2009 – založení pod názvem RB Leipzig (RasenBallsport Leipzig)
- 2009 – fúze s Markranstädtem ⇒ název nezměněn
- 2010 – osamostatnění Markranstädtu ⇒ název nezměněn
- 2010 – fúze s ESV Delitzsch ⇒ název nezměněn

## Kontroverze
Už na začátku fungování se klub potýkal s antipatiemi příznivců soupeřících klubů, někdy dokonce projevované násilně. Po debutovém zápase proti Hallescher FC házeli odpůrci na klubový autobus kameny.
Obvyklejšími se ale staly nenásilné projevy nesympatií na stadionu – příznivci Hansy Rostock prvních deset minut vzájemného zápasu bojkotovali, naopak příznivci Unionu Berlín se oblékli do černé barvy a úvodních 15 minut nefandili. V srpnu 2016 se Lipsko v rámci domácího poháru utkalo s jiným saským klubem, Dynamem Drážďany, jehož příznivci vhodili na hřiště zakrvácenou býčí hlavu.

## Získané trofeje
- DFB Pokal ( 2x )
  - 2021/22, 2022/23
- DFL-Supercup ( 1x )
  - 2023

## Češi v klubu
| Jméno         | Období  | Zápasy | Góly |             |
| ------------- | ------- | ------ | ---- | ----------- |
| Patrik Schick | 2019/20 | 19     | 7    | [ pozn. 1 ] |

## Umístění v jednotlivých sezonách
Stručný přehled
Zdroj: 
- 2009–2010: Fußball-Oberliga Nordost Süd
- 2010–2012: Fußball-Regionalliga Nord
- 2012–2013: Fußball-Regionalliga Nordost
- 2013–2014: 3. Fußball-Liga
- 2014–2016: 2. Fußball-Bundesliga
- 2016– : Fußball-Bundesliga

Jednotlivé ročníky
Zdroj: 
Legenda: Z - zápasy, V - výhry, R - remízy, P - porážky, VG - vstřelené góly, OG - obdržené góly, +/- - rozdíl skóre, B - body, zlaté podbarvení - 1. místo, stříbrné podbarvení - 2. místo, bronzové podbarvení - 3. místo, červené podbarvení - sestup, zelené podbarvení - postup, fialové podbarvení - reorganizace, změna skupiny či soutěže
| Německo (2009 – ) |                              |        |    |    |    |    |    |    |     |    |        |
| Sezóny            | Liga                         | Úroveň | Z  | V  | R  | P  | VG | OG | +/− | B  | Pozice |
| 2009/10           | Fußball-Oberliga Nordost Süd | 5      | 30 | 26 | 2  | 2  | 74 | 17 | +57 | 80 | 1.     |
| 2010/11           | Fußball-Regionalliga Nord    | 4      | 34 | 18 | 10 | 6  | 57 | 29 | +28 | 64 | 4.     |
| 2011/12           | Fußball-Regionalliga Nord    | 4      | 34 | 22 | 7  | 5  | 71 | 30 | +41 | 73 | 3.     |
| 2012/13           | Fußball-Regionalliga Nordost | 4      | 30 | 21 | 9  | 0  | 65 | 22 | +43 | 72 | 1.     |
| 2013/14           | 3. Fußball-Liga              | 3      | 38 | 24 | 7  | 7  | 65 | 34 | +31 | 79 | 2.     |
| 2014/15           | 2. Fußball-Bundesliga        | 2      | 34 | 13 | 11 | 10 | 39 | 31 | +8  | 50 | 5.     |
| 2015/16           | 2. Fußball-Bundesliga        | 2      | 34 | 20 | 7  | 7  | 54 | 32 | +22 | 67 | 2.     |
| 2016/17           | Fußball-Bundesliga           | 1      | 34 | 20 | 7  | 7  | 66 | 39 | +27 | 67 | 2.     |
| 2017/18           | Fußball-Bundesliga           | 1      | 34 | 15 | 8  | 11 | 57 | 53 | +4  | 53 | 6.     |
| 2018/19           | Fußball-Bundesliga           | 1      | 34 | 19 | 9  | 6  | 63 | 29 | +34 | 66 | 3.     |
| 2019/20           | Fußball-Bundesliga           | 1      | 34 | 18 | 12 | 4  | 81 | 37 | +44 | 66 | 3.     |
| 2020/21           | Fußball-Bundesliga           | 1      | 34 | 19 | 8  | 7  | 60 | 32 | +28 | 65 | 2.     |
| 2021/22           | Fußball-Bundesliga           | 1      | 34 | 19 | 7  | 8  | 72 | 37 | +35 | 58 | 4.     |
| 2022/23           | Fußball-Bundesliga           | 1      | 34 | 20 | 6  | 8  | 64 | 41 | +23 | 66 | 3.     |
| 2023/24           | Fußball-Bundesliga           | 1      | 34 | 19 | 8  | 7  | 77 | 39 | +38 | 65 | 4.     |
| 2024/25           | Fußball-Bundesliga           | 1      | 34 | 13 | 12 | 9  | 53 | 48 | +5  | 51 | 7.     |

## Účast v evropských pohárech
| Ročník  | Soutěž             | Kolo               | Klub                     | Doma            | Venku           | Celkem          |
| ------- | ------------------ | ------------------ | ------------------------ | --------------- | --------------- | --------------- |
| 2017/18 | Liga mistrů UEFA   | Základní skupina G | AS Monaco FC             | 1:1             | 4:1             | 3. místo        |
| 2017/18 | Liga mistrů UEFA   | Základní skupina G | Beşiktaş JK              | 1:2             | 0:2             | 3. místo        |
| 2017/18 | Liga mistrů UEFA   | Základní skupina G | FC Porto                 | 3:2             | 1:3             | 3. místo        |
| 2017/18 | Evropská liga UEFA | Šestnáctifinále    | SSC Neapol               | 0:2             | 3:1             | 3:3 (v)         |
| 2017/18 | Evropská liga UEFA | Osmifinále         | FK Zenit Sankt-Petěrburg | 2:1             | 1:1             | 3:2             |
| 2017/18 | Evropská liga UEFA | Čtvrtfinále        | Olympique de Marseille   | 1:0             | 2:5             | 3:5             |
| 2018/19 | Evropská liga UEFA | 2. předkolo        | BK Häcken                | 4:0             | 1:1             | 5:1             |
| 2018/19 | Evropská liga UEFA | 3. předkolo        | CS Universitatea Craiova | 3:1             | 1:1             | 4:2             |
| 2018/19 | Evropská liga UEFA | 4. předkolo        | FK Zorja Luhansk         | 3:2             | 0:0             | 3:2             |
| 2018/19 | Evropská liga UEFA | Základní skupina B | FC Red Bull Salzburg     | 2:3             | 0:1             | 3. místo        |
| 2018/19 | Evropská liga UEFA | Základní skupina B | Rosenborg BK             | 1:1             | 3:1             | 3. místo        |
| 2018/19 | Evropská liga UEFA | Základní skupina B | Celtic FC                | 2:0             | 1:2             | 3. místo        |
| 2019/20 | Liga mistrů UEFA   | Základní skupina G | SL Benfica               | 2:2             | 2:1             | 1. místo        |
| 2019/20 | Liga mistrů UEFA   | Základní skupina G | Olympique Lyon           | 0:2             | 2:2             | 1. místo        |
| 2019/20 | Liga mistrů UEFA   | Základní skupina G | FK Zenit Sankt-Petěrburg | 2:1             | 2:0             | 1. místo        |
| 2019/20 | Liga mistrů UEFA   | Osmifinále         | Tottenham Hotspur        | 3:0             | 1:0             | 4:0             |
| 2019/20 | Liga mistrů UEFA   | Čtvrtfinále        | Atlético Madrid          | 2:1             | 2:1             | 2:1             |
| 2019/20 | Liga mistrů UEFA   | Semifinále         | Paris Saint-Germain      | 0:3             | 0:3             | 0:3             |
| 2020/21 | Liga mistrů UEFA   | Základní skupina H | Paris Saint-Germain      | 2:1             | 0:1             | 2. místo        |
| 2020/21 | Liga mistrů UEFA   | Základní skupina H | Manchester United FC     | 3:2             | 0:5             | 2. místo        |
| 2020/21 | Liga mistrů UEFA   | Základní skupina H | Istanbul Basaksehir FK   | 2:0             | 4:3             | 2. místo        |
| 2020/21 | Liga mistrů UEFA   | Osmifinále         | Liverpool FC             | 0:2             | 0:2             | 0:4             |
| 2021/22 | Liga mistrů UEFA   | Základní skupina A | Manchester City FC       | 2:1             | 3:6             | 3. místo        |
| 2021/22 | Liga mistrů UEFA   | Základní skupina A | Paris Saint-Germain      | 2:2             | 2:3             | 3. místo        |
| 2021/22 | Liga mistrů UEFA   | Základní skupina A | Club Brugge KV           | 1:2             | 5:0             | 3. místo        |
| 2021/22 | Evropská liga UEFA | Šestnáctifinále    | Real Sociedad            | 2:2             | 3:1             | 5:3             |
| 2021/22 | Evropská liga UEFA | Osmifinále         | FK Spartak Moskva        | postup bez boje | postup bez boje | postup bez boje |
| 2021/22 | Evropská liga UEFA | Čtvrtfinále        | Atalanta BC              | 1:1             | 0:2             | 1:3             |
| 2021/22 | Evropská liga UEFA | Semifinále         | Rangers FC               | 1:0             | 1:3             | 2:3             |
| 2022/23 | Liga mistrů UEFA   | Základní skupina F | Real Madrid              | 3:2             | 0:2             | 2. místo        |
| 2022/23 | Liga mistrů UEFA   | Základní skupina F | FK Šachtar Doněck        | 1:4             | 4:0             | 2. místo        |
| 2022/23 | Liga mistrů UEFA   | Základní skupina F | Celtic FC                | 3:1             | 2:0             | 2. místo        |
| 2022/23 | Liga mistrů UEFA   | Osmifinále         | Manchester City FC       | 1:1             | 0:7             | 1:8             |
| 2023/24 | Liga mistrů UEFA   | Základní skupina G | Manchester City FC       | 1:3             | 2:3             | 2. místo        |
| 2023/24 | Liga mistrů UEFA   | Základní skupina G | BSC Young Boys           | 2:1             | 3:1             | 2. místo        |
| 2023/24 | Liga mistrů UEFA   | Základní skupina G | CZ Bělehrad              | 3:1             | 2:1             | 2. místo        |
| 2023/24 | Liga mistrů UEFA   | Osmifinále         | Real Madrid              | 1:1             | 1:2             | 2:3             |

## RB Leipzig II
RB Leipzig II byl rezervním týmem Lipska. Založen byl v roce 2010 po přetransformování "áčka" klubu ESV Delitzsch na rezervní tým RB Leipzigu. Zrušen byl po ukončení sezóny 2016/17. Největšího úspěchu dosáhl v sezóně 2016/17, kdy se v Regionallize (4. nejvyšší soutěž) umístil na 3. místě.

### Umístění v jednotlivých sezonách
Stručný přehled
Zdroj: 
- 2010–2011: Bezirksliga Leipzig
- 2011–2014: Sachsenliga
- 2014–2015: Fußball-Oberliga Nordost Süd
- 2015–2017: Fußball-Regionalliga Nordost

Jednotlivé ročníky
Zdroj: 
Legenda: Z - zápasy, V - výhry, R - remízy, P - porážky, VG - vstřelené góly, OG - obdržené góly, +/- - rozdíl skóre, B - body, červené podbarvení - sestup, zelené podbarvení - postup, fialové podbarvení - reorganizace, změna skupiny či soutěže
| Německo (2010 – 2017) |                              |        |    |    |   |    |    |    |     |     |        |
| Sezóny                | Liga                         | Úroveň | Z  | V  | R | P  | VG | OG | B   | +/- | Pozice |
| 2010/11               | Bezirksliga Leipzig          | 7      | 30 | 18 | 6 | 6  | 65 | 32 | +33 | 60  | 1.     |
| 2011/12               | Sachsenliga                  | 6      | 30 | 15 | 8 | 7  | 62 | 34 | +28 | 53  | 4.     |
| 2012/13               | Sachsenliga                  | 6      | 30 | 21 | 4 | 5  | 69 | 25 | +44 | 67  | 3.     |
| 2013/14               | Sachsenliga                  | 6      | 30 | 23 | 6 | 1  | 99 | 18 | +81 | 75  | 1.     |
| 2014/15               | Fußball-Oberliga Nordost Süd | 5      | 30 | 23 | 3 | 4  | 82 | 21 | +61 | 72  | 1.     |
| 2015/16               | Fußball-Regionalliga Nordost | 4      | 34 | 12 | 8 | 14 | 49 | 48 | +1  | 44  | 11.    |
| 2016/17               | Fußball-Regionalliga Nordost | 4      | 34 | 17 | 9 | 8  | 67 | 42 | +25 | 60  | 3.     |